# Корпорация (телесериал, 2018)
«Корпорация» (англ. Corporate) — американский комедийный сериал, созданный Пэтом Бишопом, Мэттом Ингебретсоном и Джейком Уайзманом. Премьера состоялась 17 января 2018 года на Comedy Central.

## Сюжет
Главные герои Мэтт и Джейк работают в многонациональной корпорации Hampton DeVille. Сюжет высмеивает будни современной офисной жизни.

## В ролях
- Мэтт Ингебретсон — Мэтт
- Джейк Уайзман — Джейк
- Энн Дудек — Кейт
- Адам Лустик — Джон
- Апарна Нанчерла — Грейс
- Лэнс Реддик — Кристиан Девилл